# Círculo de reflexión

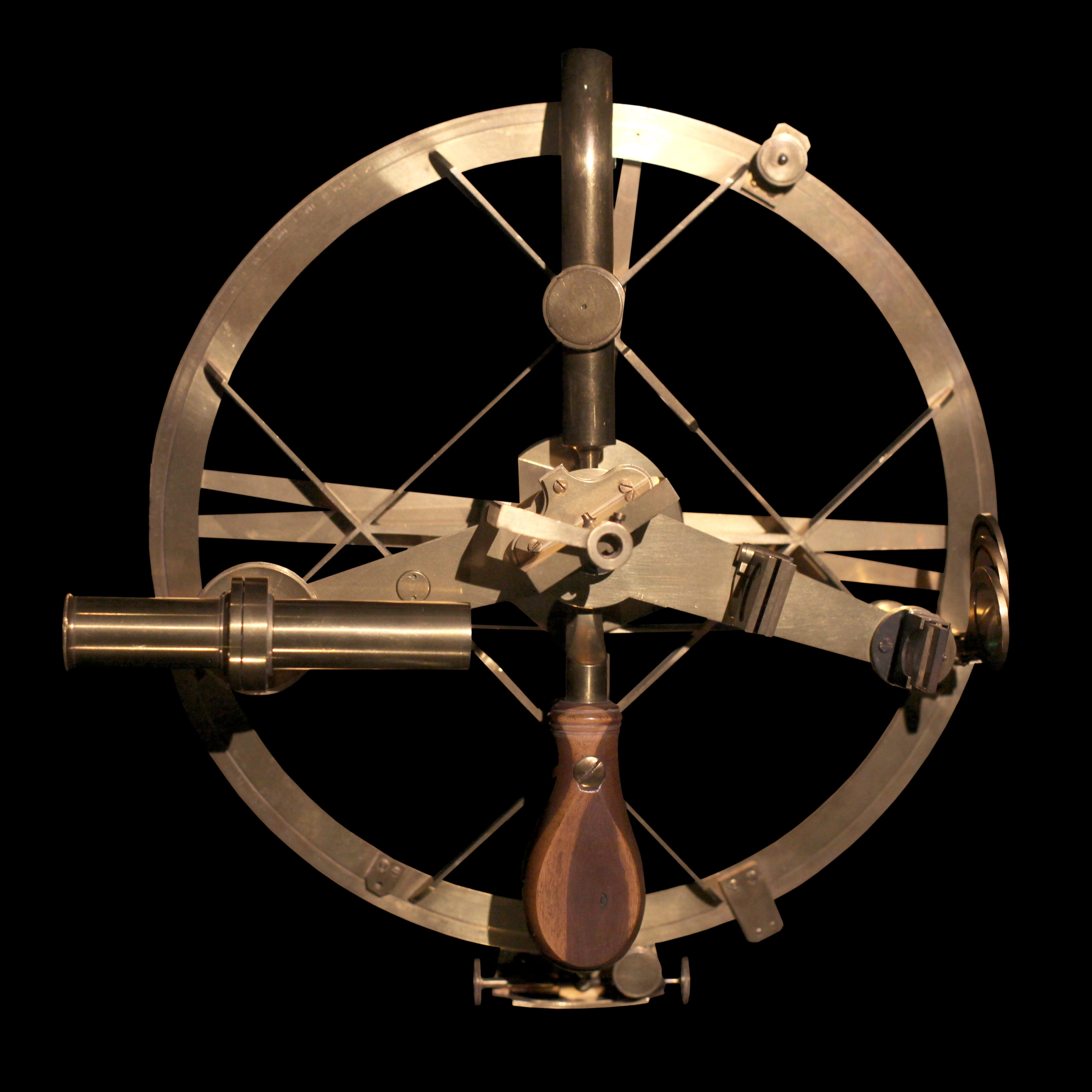
Círculo de reflexión de Mendoza, en la exhibición del Musée national de la Marine.

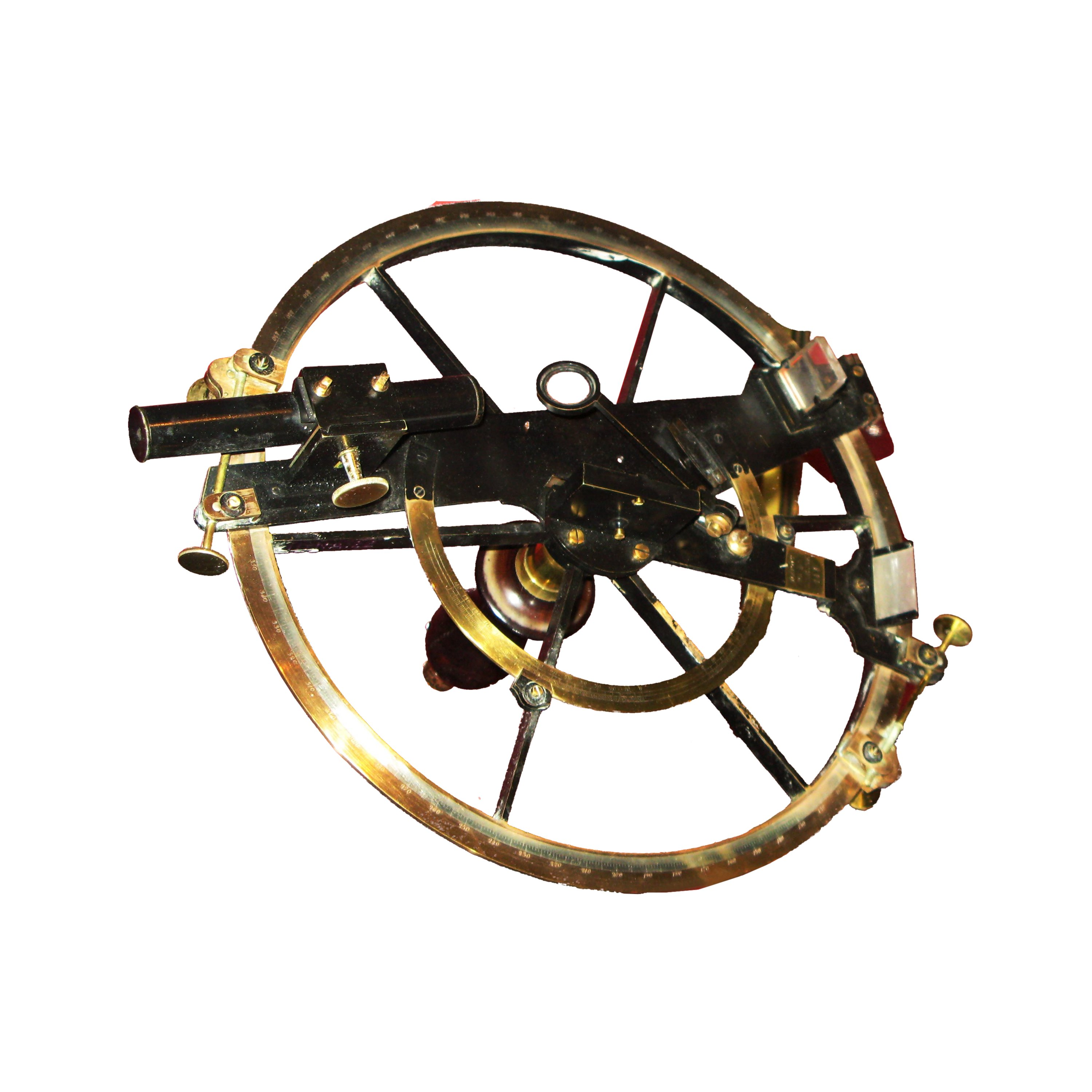
Círculo de reflexión de Borda, en la exhibición del museo naval de Toulon.

El círculo de reflexión se utilizaba para medir ángulos (hasta 180°) entre dos cuerpos celestes. Hay que subrayar que para medir la distancia entre dos objetos celestes, en un plano, no hay necesidad de leer un ángulo mayor de 180° (si A> 180°, se mide 360°-A), ángulo que se podría medir con un cuadrante de doble reflexión (2x90° = 180°).
El círculo de reflexión fue necesario porque en aquel tiempo la tecnología para dividir el círculo no tenía suficiente precisión, y para reducir el error, en medidas de ángulos grandes (> 90°), se pensó en la solución de hacer la media de tres lecturas secuenciales sobre el círculo, separadas unos 90° entre sí.

## Historia
El Círculo de reflexión fue inventado por el alemán geómetra y astrónomo, Tobias Mayer en 1752, con los detalles publicados en 1767. Fue un desarrollo anterior al sextante, motivado por la necesidad de crear un instrumento de agrimensura de alta calidad.
El círculo de reflexión es un instrumento circular completo graduado hasta 720 °. Mayer presentó una descripción detallada de este instrumento a la Junta de longitudes y John Bird usó la información para construir uno de dieciséis pulgadas de diámetro para la evaluación de la Royal Navy. Este instrumento fue uno de los utilizados por el almirante John Campbell, durante su evaluación del método distancias lunares. Se diferenciaba en que estaba graduado hasta 360 ° y era tan pesada que tuvo que equipar con un soporte que se fijaba al cuerpo con un cinturón. No se lo consideró mejor que el octante de Hadley y sobre su uso era menos conveniente. Como resultado de ello, Campbell recomendó la construcción del sextante.
Jean-Charles de Borda desarrolló todavía más el círculo de reflexión. Modificó la posición de la mira telescópica de tal manera que el espejo podría ser utilizado para recibir una imagen de uno y otro lado en relación con el telescopio. Esto eliminó la necesidad de asegurarse de que los espejos fueran completamente paralelos al cero de la lectura. Esto simplificaba mucho el uso del instrumento. Otras mejoras se realizaron con la ayuda de Etienne Lenoir. Ellos dos perfeccionaron el instrumento a su forma definitiva en 1777. Este instrumento fue tan diferente que se le dio el nombre de círculo de Borda. Pero el motivo principal del poco éxito del sistema de Borda, fue el hecho de no ser sexagesimal, Borda hizo todos los cálculos de sus tablas dividiendo el círculo en 400° (SD: meses de 3 semanas de 10 días etc., y la unidad de ángulo horario de 400°/24 h = 16,6666 °/h.)
José de Mendoza y Ríos rediseñó el círculo de reflexión de Borda (Londres, 1801). El objetivo era utilizarlo junto con sus tablas de distancias lunares publicadas por la Royal Society (Londres, 1805). Hizo un diseño con dos círculos concéntricos y un Nonio, dando instrucciones de hacer una media de tres lecturas secuenciales para reducir el error. Contra lo que mantienen los devotos de Harrison, las tablas lunares de Mendoza fueron utilizadas casi todo el siglo XIX (incluso por las Armadas de Francia y España). Con la llegada del telégrafo en 1904, las ondas de radio cruzaron los océanos, lo que permitió sincronizar los Cronómetros marinos y fue el final de la navegación por las distancias lunares.
Edward Troughton modificó una vez más el círculo de reflexión. Creó un diseño de tres brazos índice y Verniers. Esto permitía también hacer tres lecturas simultáneas y sacar la media para reducir el error.
Como instrumento de navegación, el círculo de reflexión fue más popular en la Marina francesa y la española que en la British Navy.
Uno de los instrumentos derivados del círculo de reflexión es el  círculo de repetición. Inventado por Lenoir, en 1784, Borda y Lenoir lo han desarrollado como un instrumento de levantamiento geodésico. Dado que no se utilizó para las medidas celestes, y que no hizo uso de la doble reflexión, constituido por dos miras telescópicas, no era un instrumento de reflexión como tal. Adquirió notabilidad al poderse comparar con el gran teodolito creado por el fabricante de instrumentos de renombre Jesse Ramsden.